# Конан Стивенс
Конан Стивенс (енгл. Conan Stevens) је аустралијски глумац, статиста, сценариста, неконкурентни боди-билдер и бивши професионални рвач. Најпознатији је по улози Сер Грегора Клегејна у првој сезони серије Игра пријестола. Такође је глумио и у првом дјелу Џексонове трилогије Хобит, као Болг син Азога Скрнавитеља, поред улога у споменутим филмовима био је и ко-сценариста филма Bangkok Adrenaline. Стивенс је британско-њемачког поријекла, и висок је око 217 центиметара.

## Филмографија
| Улоге Конана Стивенса |                             |               |                     |          |
| Година                | Српски назив                | Изворни назив | Улога               | Напомена |
| 2005.                 | Шумар                       |               | Тед Сејлис/шумар    |          |
| 2007.                 | Острво (к) благо (и)        |               |                     |          |
| 2007.                 | Телохранитељ 2              |               | велики телохранитељ |          |
| 2008.                 | Сомтум                      |               | Јо-Јо               |          |
| 2008.                 |                             |               |                     |          |
| 2008.                 | Дрона                       |               |                     |          |
| 2008.                 |                             |               |                     |          |
| 2009.                 |                             |               | Џои                 |          |
| 2009.                 |                             |               |                     |          |
| 2009.                 | Банкогшки адреналин         |               |                     |          |
| 2011.                 | Игра престола               |               | Сер Грегор Клегејн  |          |
| 2012.                 | Спартак: освета             |               |                     |          |
| 2012.                 | Хобит: Неочекивано путовање |               | Болг                |          |
| 2015.                 | Браћа                       |               | Лукас               |          |